# Чемпіонат України з легкої атлетики в приміщенні 2020
Чемпіонат України з легкої атлетики в приміщенні 2020 серед дорослих був проведений 20-22 лютого в легкоатлетичному манежі Сумського державного університету.
Одночасно з основним чемпіонатом був проведений чемпіонат України з легкоатлетичних багатоборств у приміщенні.

## Призери

### Чоловіки
| Дисципліни                | Золото                                                                            | Золото     | Срібло                                                                                 | Срібло     | Бронза                                                                             | Бронза     |
| ------------------------- | --------------------------------------------------------------------------------- | ---------- | -------------------------------------------------------------------------------------- | ---------- | ---------------------------------------------------------------------------------- | ---------- |
| 60 метрів                 | Ерік Костриця Волинська область                                                   | 6,69 PB    | Дмитро Вітковський Волинська область                                                   | 6,78 PB    | Роман Кравцов Запорізька область                                                   | 6,86       |
| 200 метрів                | Кирило Приходько Донецька область                                                 | 21,65 PB   | Олексій Поздняков Донецька область                                                     | 21,71 PB   | Станіслав Коваленко Дніпропетровська область                                       | 21,79 PB   |
| 400 метрів                | Іван Будзинський Київ                                                             | 46,99      | Олександр Погорілко Сумська область                                                    | 47,78 PB   | Данило Даниленко Волинська область                                                 | 47,79 SB   |
| 800 метрів                | Євген Гуцол Волинська область                                                     | 1.49,52    | Олег Миронець Чернівецька область                                                      | 1.50,04 SB | Владислав Фінчук Київ                                                              | 1.50,27 PB |
| 1500 метрів               | Олег Каяфа Київська область                                                       | 3.47,54 SB | Артем Алфімов Донецька область                                                         | 3.47,74 PB | Юрій Кіщенко Київська область                                                      | 3.50,99 SB |
| 3000 метрів               | Володимир Киц Київська область                                                    | 8.07,20 SB | Олександр Карпенко Київська область                                                    | 8.12,33 PB | Андрій Краковецький Вінницька область                                              | 8.12,91 PB |
| 60 метрів з бар'єрами     | Віктор Солянов Київ                                                               | 7,95 PB    | Олексій Овчаренко Харківська область                                                   | 7,98       | Андрій Василевський Миколаївська область                                           | 8,00 PB    |
| 3000 метрів з перешкодами | Костянтин Коляда Львівська область                                                | 8.47,88 PB | Роман Ростикус Львівська область                                                       | 9.03,84 SB | Владислав Мартинюк Хмельницька область                                             | 9.04,57 PB |
| 4×400 метрів              | Сумська областьОлексій Сергієнко Євген Швець Ярослав Демченко Олександр Погорілко | 3.19,11    | Донецька областьДанило Журавов Микола Овсянников Владислав Коваленко Олексій Поздняков | 3.19,97    | Дніпропетровська областьСергій Назима Сергій Компанієць Дмитро Руденко Сергій Драч | 3.22,82    |
| Стрибки у висоту          | Андрій Ковальов Херсонська область                                                | 2,27 SB    | Вадим Кравчук Львівська область                                                        | 2,24 PB    | Дмитро Яковенко Кіровоградська область                                             | 2,18       |
| Стрибки з жердиною        | Єгор Абрамов Донецька область                                                     | 5,30 PB    | Іван Єрьомін Дніпропетровська область                                                  | 5,20 PB    | Артур Бортніков Дніпропетровська областьАндрій Дибка Донецька область              | 5,00       |
| Стрибки у довжину         | Сергій Никифоров Київська область                                                 | 7,89 SB    | Владислав Мазур Житомирська область                                                    | 7,88 PB    | Олег Гребенюк Дніпропетровська область                                             | 7,60 PB    |
| Потрійний стрибок         | Олександр Малосілов Донецька область                                              | 15,98      | Євген Шевченко Дніпропетровська область                                                | 15,44 SB   | Андрій Авраменко Київ                                                              | 15,35      |
| Штовхання ядра            | Ігор Мусієнко Сумська область                                                     | 20,00 PB   | Віктор Самолюк Київська область                                                        | 19,64 PB   | Роман Кокошко Одеська область                                                      | 18,38 SB   |
| Семиборство               | Руслан Малогловець Дніпропетровська область                                       | 5696       | Вадим Адамчук Вінницька область                                                        | 5375       | Ярослав Богдан Київська область                                                    | 5278       |

### Жінки
| Дисципліни                | Золото                                                                      | Золото      | Срібло                                                                           | Срібло      | Бронза                                                                                  | Бронза      |
| ------------------------- | --------------------------------------------------------------------------- | ----------- | -------------------------------------------------------------------------------- | ----------- | --------------------------------------------------------------------------------------- | ----------- |
| 60 метрів                 | Вікторія Ратнікова Запорізька область                                       | 7,21 PB     | Яна Качур Київ                                                                   | 7,39        | Марія Мокрова Київ                                                                      | 7,53 SB     |
| 200 метрів                | Тетяна Кайсен Дніпропетровська область                                      | 24,48       | Еліф Полат Туреччина                                                             | 25,02 PB    | Марія Мокрова Київ                                                                      | 25,06 PB    |
| 400 метрів                | Тетяна Мельник Київ                                                         | 53,25       | Наталія Пигида Київська область                                                  | 54,71       | Тетяна Безшийко Черкаська область                                                       | 55,12 PB    |
| 800 метрів                | Тетяна Петлюк Київ                                                          | 2.06,03 SB  | Світлана Жульжик Рівненська область                                              | 2.07,63     | Анастасія Рємєнь Запорізька область                                                     | 2.08,85 SB  |
| 1500 метрів               | Орися Дем'янюк Львівська область                                            | 4.27,80 SB  | Тетяна Петлюк Київ                                                               | 4.28,70 SB  | Вікторія Ковба Київ                                                                     | 4.30,17 PB  |
| 3000 метрів               | Наталія Стребкова Тернопільська область                                     | 9.25,60 SB  | Юлія Мороз Київська область                                                      | 9.26,24 PB  | Фатма Арік Туреччина                                                                    | 9.28,09     |
| 60 метрів з бар'єрами     | Анна Плотіцина Київська область                                             | 8,24        | Ганна Чубковцова Київ                                                            | 8,28 SB     | Наталія Юрчук Київ                                                                      | 8,36        |
| 3000 метрів з перешкодами | Оксана Райта Львівська область                                              | 10.13,68 PB | Ярослава Ястреб Київська область                                                 | 10.14,35 PB | Ганна Жмурко Чернігівська область                                                       | 10.17,66 PB |
| 4×400 метрів              | Донецька областьОлена Радюк Аліна Логвиненко Марія Миколенко Лілія Лобанова | 3.48,35     | Дніпропетровська областьЮлія Шаповал Дарія Ставнича Вікторія Гринько Анна Орлова | 3.51,83     | Черкаська областьЄкатерина Артеменко Тетяна Безшийко Олена Вакуленко Вікторія Ніколенко | 3.57,41     |
| Стрибки у висоту          | Ярослава Магучіх Дніпропетровська область                                   | 2,01        | Ірина Геращенко Київ                                                             | 1,93        | Юлія Чумаченко Донецька область                                                         | 1,89        |
| Стрибки з жердиною        | Яна Гладійчук Київ                                                          | 4,40        | Бусра Пексірін Туреччина                                                         | 3,90 SB     | Юлія Козуб Миколаївська область                                                         | 3,80 SB     |
| Стрибки у довжину         | Оксана Мартинова Харківська область                                         | 6,40        | Юлія Фірсова Київ                                                                | 6,30 PB     | Дар'я Діханова Харківська область                                                       | 6,12 PB     |
| Потрійний стрибок         | Марія Сіней Київ                                                            | 13,13       | Ірина Піменова Харківська область                                                | 12,95       | Інна Сидоренко Дніпропетровська область                                                 | 12,80 PB    |
| Штовхання ядра            | Ольга Голодна Київська область                                              | 17,29       | Тетяна Кравченко Київська область                                                | 16,12 PB    | Світлана Марусенко Черкаська область                                                    | 15,12 SB    |
| П'ятиборство              | Аліна Шух Київська область                                                  | 4503        | Дарина Слобода Київська область                                                  | 4393        | Ірина Рофе-Бекетова Харківська область                                                  | 4266        |

## Онлайн-трансляція
Легка атлетика України здійснювала вебтрансляцію чемпіонату на власному YouTube-каналі.
- День 1 (ранкова сесія) на YouTube
- День 1 (вечірня сесія) на YouTube
- День 2 (ранкова сесія) на YouTube
- День 2 (вечірня сесія) на YouTube
- День 3 на YouTube